# Freda James

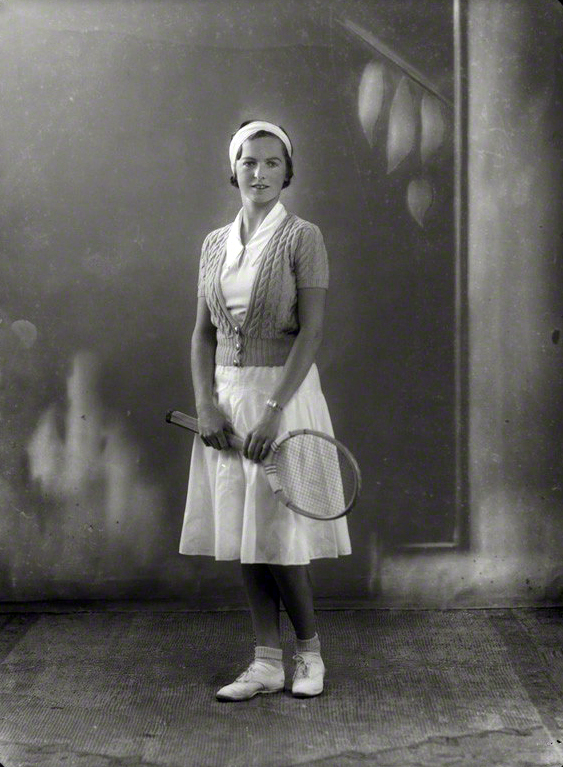
Freda James 1933

Winifred Alice „Freda“ James (* 11. Januar 1911 in Nottingham, England; † 27. Dezember 1988) war eine britische Tennisspielerin der 1930er Jahre aus England.

## Karriere
Ihren ersten Titel bei einem Grand-Slam-Turnier gewann Freda James 1933 bei den US-amerikanischen Meisterschaften (heute US Open) mit Betty Nuthall kampflos gegen die US-Amerikanerinnen Helen Wills Moody und Elizabeth Ryan.
In den Jahren 1935 und 1936 gewann sie zusammen mit Kay Stammers das Damendoppel in Wimbledon. Im ersten Endspiel besiegten sie Simonne Mathieu und Hilde Sperling mit 6:1, 6:4 und im Jahr darauf Sarah Fabyan und Helen Jacobs ebenfalls in zwei Sätzen (6:2, 6:1).